# 霍赫羅山
47°16′42″N 9°49′44″E / 47.278280°N 9.828900°E

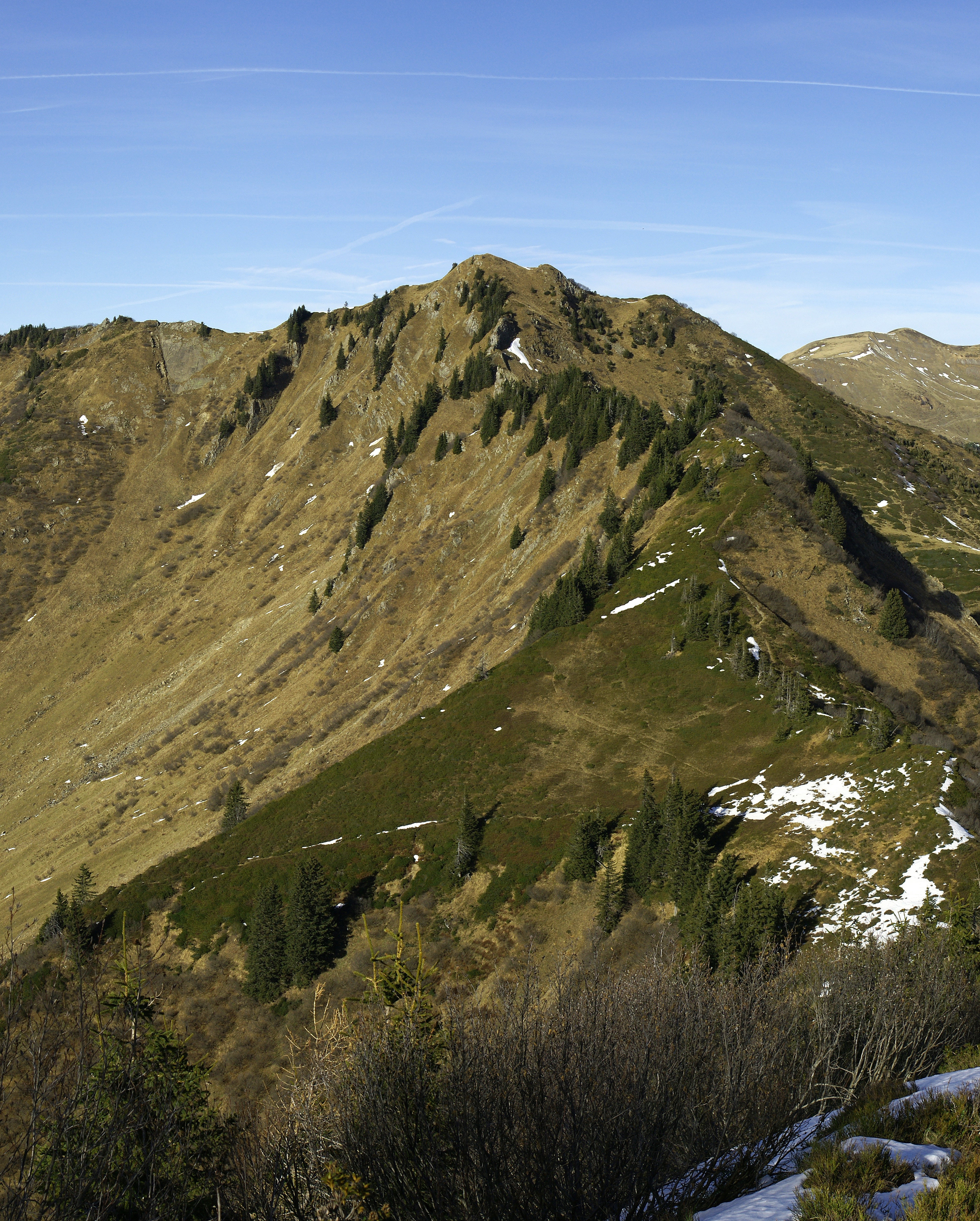

霍赫羅山（德語：Hochrohkopf），是奧地利的山峰，位於該國西部，由福拉爾貝格州負責管轄，屬於布雷根茨森林山脈的一部分，距離波特拉山1.8公里，海拔高度1,975米，每年平均降雨量1,852毫米。